# Rio das Ostras
Rio das Ostras è un comune del Brasile nello Stato di Rio de Janeiro, parte della mesoregione delle Baixadas Litorâneas e della microregione di Bacia de São João.
Il comune è stato colpito da impatti ambientali dovuti all'inquinamento di spiagge, fiumi e lagune a causa della mancanza di servizi igienico-sanitari di base e del degrado ambientale a causa di occupazioni illegali in aree di protezione ambientale (APA) per la protezione e conservazione degli attributi biotici (fauna e flora). Lo scarico interno di acque reflue clandestine da case e aziende ha causato l'eutrofizzazione nell'ecosistema in modo aggressivo.
La corruzione sistemica del comune iniziò con la sua emancipazione politico-amministrativa il 10 aprile 1992 e distrusse gran parte del Rio das Ostras che ad oggi non esiste alcun tipo di servizi igienico-sanitari di base. La mancanza di acqua potabile, fognature, pavimentazione stradale pubblica e trasporti pubblici sono problemi vecchi e sistemici per un comune che ha ricevuto migliaia di miliardi di royalties.
Oggigiorno, gran parte della costa di Rio das Ostra soffre del progresso del mare, erosioni e costruzioni irregolari. Nell'area urbana c'è un aumento significativo di baraccopoli, violenza, disoccupazione e disuguaglianza sociale. La mancanza di servizi igienici di base colpisce ogni comune.